# Bandera de Serbia y Montenegro
La bandera nacional de Serbia y Montenegro fue adoptada el 27 de abril de 1992, en ese entonces como la bandera de la República Federal de Yugoslavia y se utilizó como tal de 1992 a 2006. Después de que el país pasó a llamarse Unión Estatal de Serbia y Montenegro en febrero de 2003, permaneció en uso como bandera nacional hasta la disolución del país en junio de 2006.
Los pabellones usados por la armada y la marina mercante contaban con unas proporciones diferentes, 2:3. La bandera izada en los buques de la armada era de color rojo e incorporaba los colores de la bandera nacional en el cuadrante superior más próximo al mástil.
Aparte de una relación de aspecto diferente, es esencialmente la misma bandera que alguna vez usó el Reino de Yugoslavia (1918-1941). El tricolor sin estrella roja en el centro fue heredado de la bandera de su estado predecesor directo, la República Federativa Socialista de Yugoslavia (1943-1992). Era similar a las de Países Bajos y Luxemburgo (aunque las posiciones ocupadas por los colores rojo y azul fueron diferentes).

## Banderas históricas

### Nacionales
| Flag | Date      | Use                                                  |
| ---- | --------- | ---------------------------------------------------- |
|      | 2003      | Bandera nacional propuesta para Serbia y Montenegro  |
|      | 2004-2006 | Bandera estatal de Serbia                            |
|      | 1992-2004 | Bandera estatal de Serbia                            |
|      | 2004-2006 | Bandera estatal de Montenegro                        |
|      | 1993-2004 | Bandera estatal de Montenegro                        |
|      | 1992-1993 | Bandera estatal de Montenegro                        |
|      | 1993-2006 | Estandarte del presidente                            |
|      | 1995-2006 | Estandarte del primer ministro                       |
|      | 1995-2006 | Estándar de los miembros del Consejo de Alta Defensa |
|      | 1995-2006 | Estandarte del ministro de Defensa                   |
|      | 1995-2006 | Estandarte del jefe de Estado Mayor                  |

### Otras

Bandera de la Marina mercante. (Ratio: 2:3)
Enseña naval (Ratio: 2:3)
Bandera de proa